# Michael Diederich

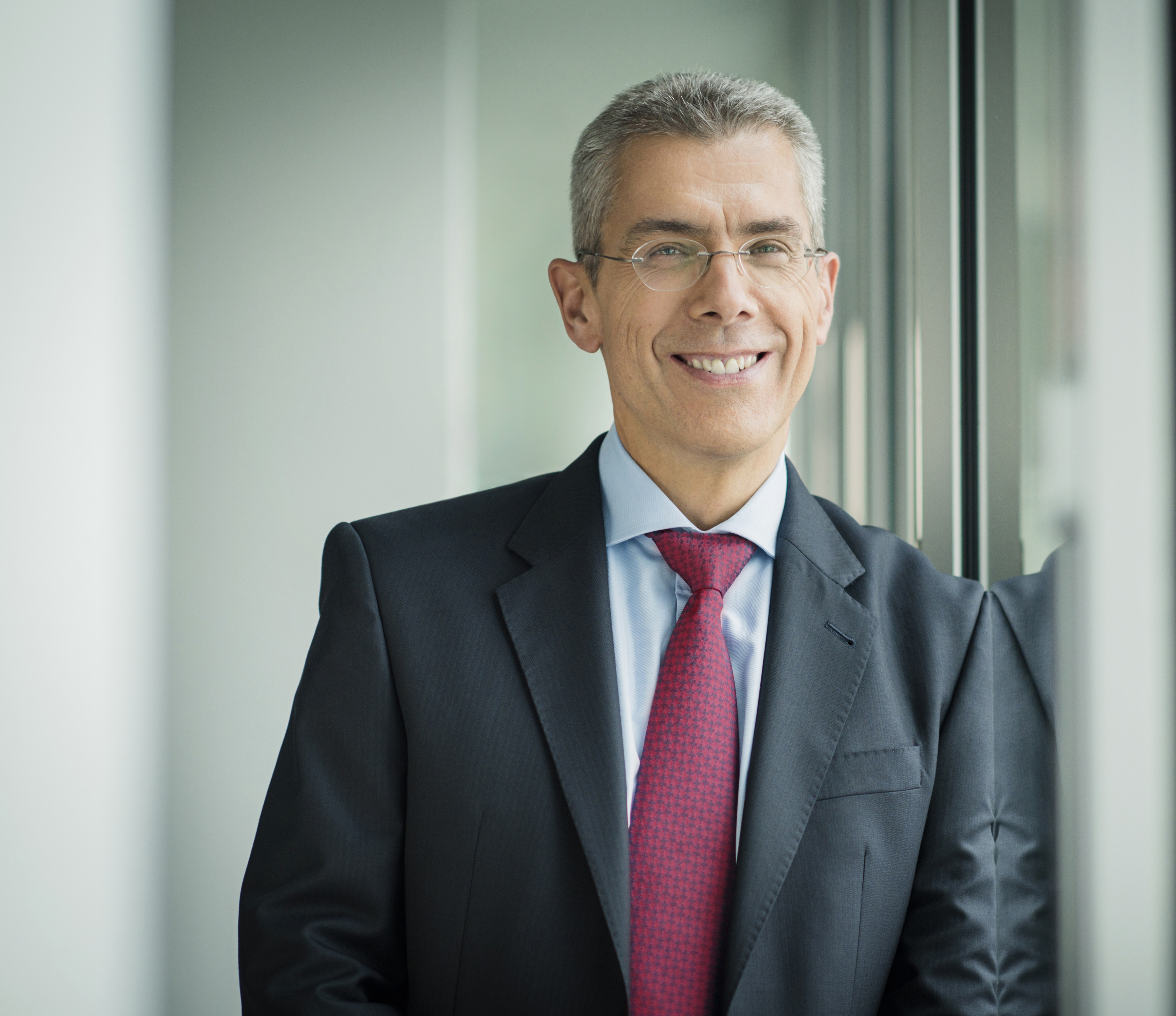
Michael Diederich (2021)

Michael Diederich (* 28. August 1965 in Koblenz) ist ein deutscher Manager und Funktionär. Seit 1. Juli 2023 ist er Finanzvorstand und stellvertretender Vorstandsvorsitzender der FC Bayern München AG. Zuvor war er seit Januar 2018 Vorstandssprecher der Unicredit Bank in München sowie Country Chairman Germany und Mitglied des Group Executive Committee (GEC) der Konzernmutter Unicredit in Mailand, Aufsichtsratsmitglied des FC Bayern München und Präsident des Bayerischen Bankenverbandes.

## Leben
Diederich machte 1993 einen Abschluss zum Diplom-Betriebswirt und begann seine berufliche Tätigkeit als Wirtschaftsprüfer in Frankfurt. 1996 trat er bei der Bayerischen Vereinsbank ein Trainee-Programm in London und München an und wurde danach Vorstandsassistent im Bereich Geschäftskunden. 1999 erwarb er einen MBA an der Kellogg School of Management in Chicago und der WHU Otto Beisheim School of Management. 2010 promovierte er berufsbegleitend an der Tomáš-Baťa-Universität in Zlín.
Abgesehen von zwei Unterbrechungen blieb Diederich bei der heutigen Hypovereinsbank bzw. Unicredit und hatte verschiedene Führungspositionen (u. a. Head of Origination Equity Capital Markets und Leiter Großkunden der Division Corporate & Investment Banking) inne. Im Jahr 2015 wurde er Vorstand für das Investmentbanking. Januar 2018 wurde Diederich Vorstandssprecher der Hypovereinsbank sowie Country Chairman Germany und Mitglied des Group Executive Committee (GEC) der Muttergesellschaft Unicredit. Er sollte einen Kulturwandel des Finanzkonzerns verkörpern.
2016 wurde Diederich Aufsichtsratsmitglied der Bayerischen Börse AG. Im Jahr 2018 legte er aus regulatorischen Gründen sein Mandat nieder, blieb jedoch im Vorstand des Münchener Handelsvereins e.V., dem Eigentümer der Bayerischen Börse AG.
Diederich ist seit 2016 Mitglied des Aufsichtsrates der ESMT Berlin. 2017 wurde Diederich Präsident des Bayerischen Bankenverbandes.
Er schreibt Gastbeiträge, z. B. im Focus, The European, Handelsblatt oder in der Süddeutschen Zeitung.